# Lorenzos olja
Lorenzos olja (eng: Lorenzo's Oil) är en amerikansk film från 1992. Filmen, vars tagline var Some people make their own miracles, bygger på verkliga händelser. 

## Handling
Vid fem års ålder drabbas Lorenzo Odone av den sällsynta sjukdomen ALD. Läkarna säger att det inte finns något att göra och att Lorenzo kommer att dö inom två år. Föräldrarna vill inte acceptera detta och börjar själv ta reda på allt om sjukdomen, om pågående forskning, etc., för att hitta ett botemedel. En icke konventionell läkare föreslår en alternativ medicin. Risken är stor men paret tvekar inte att göra vad som helst för att rädda sin son.

## Rollista
- Nick Nolte - Augusto Odone
- Susan Sarandon - Michaela Odone
- Peter Ustinov - Professor Gus Nikolais
- Kathleen Wilhoite - Deirdre Murphy
- Gerry Bamman - Läkare Judalon
- Margo Martindale - Wendy Gimble
- James Rebhorn - Ellard Muscatine
- Ann Hearn - Loretta Muscatine
- Don Suddaby - Han själv
- Maduka Steady - Omouri
- Zack O'Malley Greenburg - Lorenzo Odone
- Mary Wakio - Komorisk Lärare
- Colin Ward - Jake Gimble
- LaTanya Richardson - Sjuksköterska Ruth
- Jennifer Dundas - Sjuksköterska Nancy Jo
- William Cameron - Pellerman
- Peter Mackenzie - Immunosuppression Läkare
- Laura Linney - Ung Lärare
- Elizabeth Daily - Lorenzo Odone (röst)